# Савез гуслара Србије
Савез гуслара Србије  је културно-уметничко, добровољно, невладино и непрофитно удружење основано 4. марта 1993. које повезује друштва гуслара са
територије Србије и дијаспоре, основано на неодређено време ради остваривања циљева унапређења аматеризма у области гуслања, гусларског певања и епског стваралаштва.
Савез организује фестивале, ревије, сусрете,  гостовања и друге гусларске манифестације. Осим тога, врши подстицање и развој гусларске уметности, организовање стручних скупова о развоју гусларства, приређивање збирки епске поезије и периодичних публикација.
Савез гуслара чине друштва гуслара која морају бити регистрована на територији Србије. 
Савез гуслара Србије издавач је часописа "Гусле".